# Psychrophrynella chacaltaya
Psychrophrynella chacaltaya är en groddjursart som först beskrevs av De la Riva, Padial och Cortéz in De la Riva 2007.  Psychrophrynella chacaltaya ingår i släktet Psychrophrynella och familjen Strabomantidae. IUCN kategoriserar arten globalt som sårbar. Inga underarter finns listade i Catalogue of Life.